# Schloss Holsteinborg

Schloss Holsteinborg

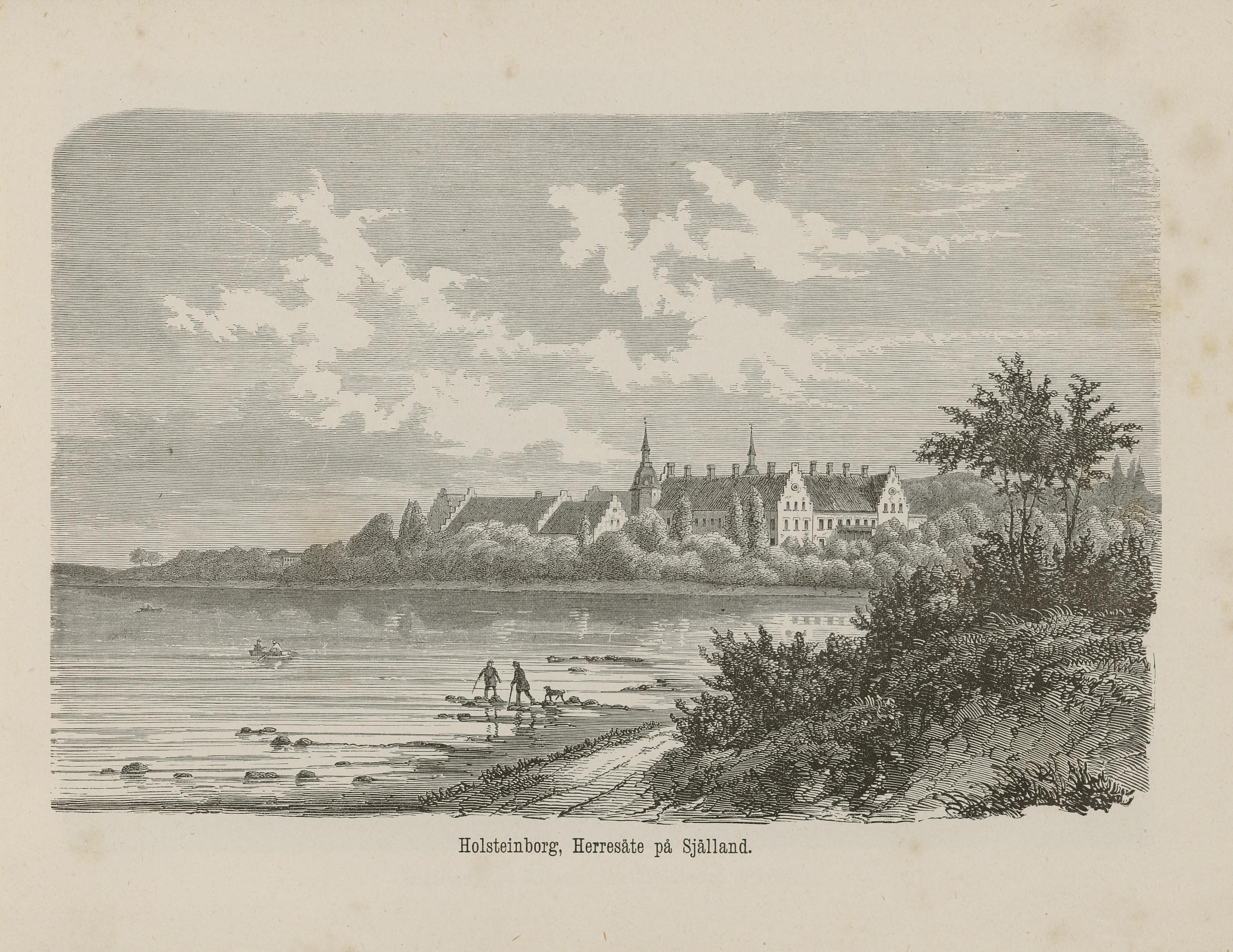
Schloss Holsteinborg um 1870

Das Schloss Holsteinborg liegt rund zwei Kilometer entfernt von dem Dorf Rude im Holsteinborg Sogn in der Slagelse Kommune auf der dänischen Insel Seeland. Das Anwesen befand sich seit dem 14. Jahrhundert nur im Besitz der Bischöfe von Roskilde (bis 1536), der dänischen Krone (bis 1562) und von zwei Familien. Seit 1707 ist es im Privatbesitz der Familie Holstein-Holsteinborg, die Teile des Parks und des Schlosses aber der Öffentlichkeit zugänglich macht bzw. vermietet. Zum Anwesen gehören auch eine Kirche von 1728 und ein Küstenweg.

## Geschichte
Die Wurzeln des Guts lassen sich bis zu einer Befestigung um das Jahr 1200 zurückverfolgen, die dem Schutz des nahegelegenen Hafens von Bisserup diente. Unter dem Namen Bråde ist das Gut in Grundbüchern von 1290 und 1370 als Besitz der Bischöfe von Roskilde verzeichnet. Schon vor der Einführung der Reformation fiel es 1522 an die dänischen Krone.
1562 trat König Friedrich II. das Anwesen im Tausch gegen dessen Güter in Nordseeland an Niels Trolle, den Bruder von Herluf Trolle ab. Die Familie Trolle blieb bis 1707 mit dem seit 1582 Trolholm genannten Anwesen verbunden. Um 1598 wurde mit dem Bau des Renaissanceschlosses begonnen. In einer zweiten Bauphase erhielt das Gebäude 1639–1649, als Niels Trolle der Besitzer war, seine endgültige Gestalt. 1656 übernahm Trolle auch den benachbarten Gutshof Snedinge.
1707 erwarb der damalige Amtmann des Amts Flensburg und späterer dänischer Kanzler Ulrich Adolph von Holstein (1664–1737) Trolholm, das er in Holsteinborg umbenannte, und Snedinge, die er 1708 mit seiner 1700 erworbenen Baronie Fuirendal zur Grafschaft Holsteinborg zusammenlegte. Ulrich Adolph von Holstein war mit Christine Sophie Reventlow, einer Tochter von Conrad von Reventlow, verheiratet. 1712 half er König Friedrich IV. bei der Entführung und heimlichen Eheschließung mit Anna Sophie von Reventlow, einer jüngeren Schwester seiner Frau. Damit wurde er zum Schwager des Königs. In seiner Grafschaft ließ er Schulen einrichten und 1728 an das Schloss eine barocke Kapelle anbauen, die den Einwohnern des Kirchspiels Holsteinborg als Ersatz für eine ältere Pfarrkirche dient. Der von ihm 1725 angelegte Barockgarten, zu dem vier Lindenalleen gehören, ist nördlich des Schlosses teilweise erhalten. Die mittlere dieser Alleen verlief bis zum Hafen in Bisserup.
Friedrich Adolph von Holstein gründete 1810 mit der Holsteinborg Sparekasse die erste Sparkasse in Dänemark, die allerdings zunächst nur den Gutangestellten zugänglich war. Seine Frau Wilhelmine Juliane (1788–1868), eine Tochter des Kammerherrn Johann Ludwig Reventlow, ließ auf Schloss Holsteinborg am 24. Dezember 1808 den ersten Weihnachtsbaum in Dänemark aufstellten ließ. Zwischen 1856 und 1874 war der Dichter Hans Christian Andersen oft im Schloss, das zu dieser Zeit Ludvig Holstein-Holsteinborg gehörte, zu Gast und verfasste hier einige seiner Märchen. 1865 wurde südlich des Schlosses ein englischer Landschaftsgarten angelegt.
Heute wird noch Landwirtschaft betrieben.

## Architektur
Der älteste Teil des Schlosses, der Westflügel, wurde 1598 unter Børge Trolle, dem Sohn des ersten Besitzers aus der Trolle-Familie, errichtet. Unter Niels Trolle wurde das Schloss bis 1646 zu einer symmetrischen Vierflügelanlage erweitert. Der von zwei Türmen flankierte Haupteingang befindet sich an der Nordfront. Umbauten, durch die barocke, klassizistische und neugotische Elemente hinzugefügt wurden, erfuhr das Schloss 1777–1781 durch G. E. Rosenberg and 1848–1850 durch Gustav Friedrich von Hetsch. Der Wassergraben, der ursprünglich das Schloss und die dazu gehörenden landwirtschaftlichen Gebäude umgab, ist im Norden noch zu Teilen erhalten.